# Atomic Energy of Canada
Atomic Energy of Canada Limited – kanadyjska korporacja federalna oferująca pełny zakres usług w zakresie technologii nuklearnych, odpowiedzialna za pokojowe wykorzystanie energetyki jądrowej. Firma z siedzibą w Mississaudze (Ontario) zatrudnia ponad 4 tysiące pracowników na świecie.
Powołano ją w 1952 jako fuzję instytucji rządowych z sektorem prywatnym. Podlega hierarchicznie ministerstwu zasobów naturalnych, a pod względem bezpieczeństwa jądrowego regulacjom Canadian Nuclear Safety Commission.
Jednym z najważniejszych jej zadań jest rozwój i wdrażanie rodzimej technologii CANDU (CANadian Deuterium Uranium), czyli reaktora jądrowego na ciężką wodę, której Kanada jest największym producentem w świecie. Dlatego też działa w tym kraju aż 20 reaktorów, wyłącznie typu CANDU. Na świecie pracuje ich dodatkowo 12 (+ 3 w budowie), nie licząc 13 quasi-CANDU w Indiach, powstałych po tym jak Kanada zerwała współpracę z Indiami na polu energii atomowej, gdy te dokonały próbnej eksplozji jądrowej. Obecnie CANDU 6 jest jednym z produktów energetyki jądrowej o najwyższych parametrach eksploatacyjnych w skali światowej.
Atomic Energy Canada Limited wytwarza (głównie w Chalk River) i rozprowadza przez ottawskie laboratoria MDS Nordion – promieniotwórcze izotopy. Dzięki temu Kanada jest największym w świecie zaopatrzeniowcem medycyny nuklearnej w izotop molibdenu-99, niezbędny do testów diagnostycznych, a także izotopu kobaltu-60 do napromieniowywania komórek nowotworowych.
Roczne obroty kanadyjskiego przemysłu energetyki jądrowej wynoszą 5 miliardów dolarów. Daje on zatrudnienie dla ponad 30 000 osób w ponad 150 firmach.